# Papa Bonifacio V
Bonifacio V (Napoli, ... – Roma, 25 ottobre 625) è stato il 69º papa della Chiesa cattolica dal 23 dicembre 619 fino alla sua morte.

## Biografia
Succedette a papa Adeodato I dopo una sede vacante durata più di un anno. Prima della sua consacrazione, l'Italia era stata scossa dalla ribellione di Eleuterio, esarca di Ravenna che fu decapitato dalle sue stesse truppe mentre marciava verso Roma.
Fece entrare in vigore il decreto sul diritto di asilo per rifugiati e ricercati: essi potevano trovare rifugio all'interno delle chiese, che godevano di immunità religiosa. Oltre ai provvedimenti relativi al diritto di asilo, il Liber pontificalis ricorda anche l'obbligo da lui statuito per i notai ecclesiastici di obbedire alle leggi dell'impero circa i testamenti. Prescrisse anche che gli accoliti non potessero traslare le reliquie dei martiri e che, nella Basilica di San Giovanni in Laterano, non potessero sostituire i diaconi nel conferimento del battesimo. Completò e consacrò il cimitero di San Nicomede sulla Via Nomentana. Nel Liber Pontificalis Bonifacio è descritto come "il più mite degli uomini" e si distinse soprattutto per il suo grande amore per il clero.
Bonifacio si impegnò per la cristianizzazione dell'Inghilterra. Le "Lettere di esortazione", che si dice abbia scritto a Mellito, arcivescovo di Canterbury, e a Giusto, vescovo di Rochester, non si sono conservate, ma ne rimangono altre di particolare interesse tra cui una indirizzata a Giusto, dopo la sua successione a Mellito sulla cattedra di Canterbury (624) con la quale gli conferiva il pallio e gli dava facoltà di "ordinare vescovi come potrà richiedere l'occasione". Secondo Beda il Venerabile, Papa Bonifacio fu in corrispondenza anche con Edwin, re di Northumbria (625), sollecitandolo ad abbracciare la fede cristiana, e con la principessa cristiana Æthelburg del Kent, sua consorte, esortandola ad impegnarsi per la conversione del marito.
Bonifacio morì il 25 ottobre 625 e fu sepolto nella basilica di San Pietro in Vaticano.